# Juojärvi
Der Juojärvi  ist ein 219,54 km² großer See im Osten Finnlands.
Er liegt auf einer Höhe von 101 m.
Der See liegt innerhalb der Gemeindegrenzen von Heinävesi, Liperi, Outokumpu und Tuusniemi.
Er ist einer der saubersten Seen im Land. Am Südufer ist das Kloster Uusi Valamo beheimatet.
Über den Wasserweg Juojärven reitti ist der See mit dem südwestlich gelegenen Varisvesi, der zum Seensystem Iso-Kalla gehört, verbunden.
Die Höhendifferenz zwischen den beiden Seen von 19 m wird vom Palokki-Wasserkraftwerk mit einer installierten Leistung von 7,4 MW ausgenutzt. 